# Etienne Schoonhoven
Etienne Schoonhoven (Berchem, 6 maart 1921 -- Sint-Pieters-Rode, 22 oktober 1979) was een Frans-Belgische dichter.
Hij was van beroep journalist en geruime tijd ook docent in de Franse literatuur aan de  Koninklijke Academie voor Schone Kunsten van Antwerpen. Hoewel hij in het Frans schreef, was hij perfect tweetalig.
Als journalist was hij o.m. werkzaam bij de Antwerpse maritieme krant Lloyd Anversois/Antwerpse Lloyd. Ter gelegenheid van het honderdjarig bestaan van die krant schreef hij het lijvige boek Anvers son fleuve et son port, dat werd bekroond met de prestigieuze Prix Auguste Michot van de Académie royale de langue et de littérature françaises de Belgique.
Als dichter debuteerde Etienne Schoonhoven in 1945 met de bundel La loi de Kepler. Naast dichtbundels schreef Schoonhoven heel wat essays en monografieën. Hij was de eerste auteur die  Van Ostaijen  voor het Franstalige publiek ontsloot. Hij vertaalde ook werken van Johan Daisne naar het Frans.
Hij werkte nauw samen met de Welse dichter Bryan Walters. De twee bevriende dichters werkten op regelmatige basis samen aan vertalingen van hun werken.

## Enkele werken
- Anvers son fleuve et son port
- Le rachat du péage de l’Escaut
- 1951, La Colombe et l’oeuf de Colomb (les cahiers 333)
- 1959, Ode à Paul Joostens

### Dichtbundels
- 1945, La loi de Kepler
- 1948, Blue Ocean Blues
- 1950, L’amour avec Bérénice (Éditions du C.E.L.F.)
- 1951, Paul van Ostaijen. Introduction à sa poétique
- 1975, Le labyrinthe (De Kempische Boekhandel, Retie)
- 1976, Le retour du travailleur (De Kempische Boekhandel, Retie)
- 1977, L'Adversaire (De Kempische Boekhandel, Retie)